# マリック・チャウ
マリック・チャウ（Malick Thiaw, ドイツ語発音: [ˈmalɪk ˈtʃaʊ], 2001年8月8日 - ）は、ドイツ・デュッセルドルフ出身のプロサッカー選手。プレミアリーグ・ニューカッスル・ユナイテッドFC所属。ポジションはディフェンダー（センターバック）。

## 経歴

### クラブ
ユース時代はカルクム＝ヴィットラール、フォルトゥナ・デュッセルドルフ、バイエル・レヴァークーゼン、ボルシアMGを経て2015年にシャルケに加入した。2020年3月7日、ブンデスリーガのホッフェンハイム戦でプロデビュー。同年10月30日、リーグ第6節のシュトゥットガルト戦でブンデスリーガ初ゴールを記録した。
2022年8月29日、イタリアのミランへ2027年6月30日までの契約で完全移籍した。同年10月16日、第10節エラス・ヴェローナ戦で後半83分、ラファエル・レオンとの交代でセリエAデビュー。
2024年11月5日、UEFAチャンピオンズリーグ 2024-25グループステージ第4節レアル・マドリード戦において前半12分、クリスチャン・プルシックのコーナーキックをダイレクトヘッドでゴールを決める。これがミランでの初ゴール記録となる。
2025年8月12日、ニューカッスル・ユナイテッドFCへ完全移籍し、長期契約を締結した。移籍金は3460万ポンドと推定されている。

### 代表
チャウはセネガル人の父とフィンランド人の母の下、ドイツに生まれ育ったため、セネガル、フィンランド、ドイツの3つのパスポートを所持している。2017年にはU-17フィンランド代表から招集を受けたが、招集を拒否した。2021年3月15日、UEFA U-21欧州選手権2021を戦うU-21ドイツ代表に招集され、登録メンバー入りしたが出番はなかった。
2023年6月16日、ポーランドとの親善試合でドイツ代表デビュー。

## エピソード
ミランへの入団会見時、子どもの頃から名前の発音を間違えられており、イタリア語の挨拶の“チャオ”と同じようにチャオと読むことを明かした。

## 個人成績

### クラブ
| 国内大会個人成績 | 国内大会個人成績 | 国内大会個人成績 | 国内大会個人成績 | 国内大会個人成績 | 国内大会個人成績 | 国内大会個人成績 | 国内大会個人成績 | 国内大会個人成績 | 国内大会個人成績 | 国内大会個人成績 | 国内大会個人成績 |
| 年度             | クラブ           | 背番号           | リーグ           | リーグ戦         | リーグ戦         | リーグ杯         | リーグ杯         | オープン杯       | オープン杯       | 期間通算         | 期間通算         |
| 年度             | クラブ           | 背番号           | リーグ           | 出場             | 得点             | 出場             | 得点             | 出場             | 得点             | 出場             | 得点             |
| ドイツ           | ドイツ           | ドイツ           | ドイツ           | リーグ戦         | リーグ戦         | リーグ杯         | リーグ杯         | DFBポカール      | DFBポカール      | 期間通算         | 期間通算         |
| ---------------- | ---------------- | ---------------- | ---------------- | ---------------- | ---------------- | ---------------- | ---------------- | ---------------- | ---------------- | ---------------- | ---------------- |
| 2019-20          | シャルケ         | 33               | ブンデスリーガ   | 4                | 0                | -                | -                | 0                | 0                | 4                | 0                |
| 2020-21          | シャルケ         | 33               | ブンデスリーガ   | 19               | 1                | -                | -                | 3                | 0                | 22               | 1                |
| 2021-22          | シャルケ         | 33               | 2.ブンデス       | 31               | 2                | -                | -                | 1                | 0                | 32               | 2                |
| 2022-23          | シャルケ         | 33               | ブンデスリーガ   | 3                | 0                | -                | -                | -                | -                | 3                | 0                |
| イタリア         | イタリア         | イタリア         | イタリア         | リーグ戦         | リーグ戦         | イタリア杯       | イタリア杯       | オープン杯       | オープン杯       | 期間通算         | 期間通算         |
| 2022-23          | ミラン           | 28               | セリエA          | 20               | 0                | 0                | 0                | -                | -                | 20               | 0                |
| 2023-24          | ミラン           | 28               | セリエA          | 21               | 0                | 0                | 0                | -                | -                | 21               | 0                |
| 2024-25          | ミラン           | 28               | セリエA          | 22               | 0                | 2                | 0                | -                | -                | 24               | 0                |
| 通算             | ドイツ           | ドイツ           | ブンデスリーガ   | 26               | 1                | -                | -                | 3                | 0                | 29               | 1                |
| 通算             | ドイツ           | ドイツ           | 2.ブンデス       | 31               | 2                | -                | -                | 1                | 0                | 32               | 2                |
| 通算             | イタリア         | イタリア         | セリエA          | 63               | 0                | 2                | 0                | -                | -                | 65               | 0                |
| 総通算           | 総通算           | 総通算           | 総通算           | 120              | 3                | 2                | 0                | 4                | 0                | 126              | 3                |

### 代表
| ドイツ代表 | 国際Aマッチ | 国際Aマッチ |
| 年         | 出場        | 得点        |
| ---------- | ----------- | ----------- |
| 2023       | 3           | 0           |
| 通算       | 3           | 0           |